# Enån (naturreservat)
Enån är ett naturreservat i Rättviks kommun i Dalarnas län.
Området är naturskyddat sedan 2017 och är 210 hektar stort. Reservatet omfattar dalgången som Enån rinner genom och består av flygsandfält och vattenfyllda dödisgropar och skog.
I naturreservatet ligger bland annat Springkällan, en naturlig fontän som uppstod när man borrade efter olja år 1869.